# Phyllopentas
Phyllopentas là một chi thực vật có hoa trong họ Thiến thảo (Rubiaceae).

## Loài
Chi Phyllopentas gồm các loài: